# Падуле
Падуле је насеље у Италији у округу Перуђа, региону Умбрија.
Према процени из 2011. у насељу је живело 2413 становника. Насеље се налази на надморској висини од 454 м.